# Novoslobodskaja
Novoslobodskaja (Russisch:Новослободская) is een station aan de Koltsevaja-lijn van de Moskouse metro. Het station ligt aan het noordelijke deel van de ringlijn die onderdeel is van de vierde fase van de metrobouw. 

## Architectuur
Net als de andere stations van de ringlijn is het station gebouwd in de Stalinistische-barokstijl en rijkelijk versierd. Architect  A. Doesjkin wilde al heel lang gebrandschilderde ramen in een station toepassen en had voor de Tweede Wereldoorlog al meerdere schetsen gemaakt. In 1948 kwam hij via zijn jonge collega A. Strelkov in contact met de kunstenaar Pavel Korin die bereid was om de ramen te ontwerpen. Doesjkin bewerkte het standaardontwerp van een pylonenstation en plaatste 32 gebrandschilderde panelen tussen de doorgangen naar de perrons. De door Korin ontworpen panelen werden door een atelier uit Riga vervaardigd en in het station aangebracht in een koperen lijst en met verlichting aan de achterzijde. De wanden van het station zijn bekleed met marmer uit de Oeral. De verlichting wordt zowel in de middenhal als boven de perrons verzorgd door ronde hangende ornamenten aan het plafond.

## Galerij

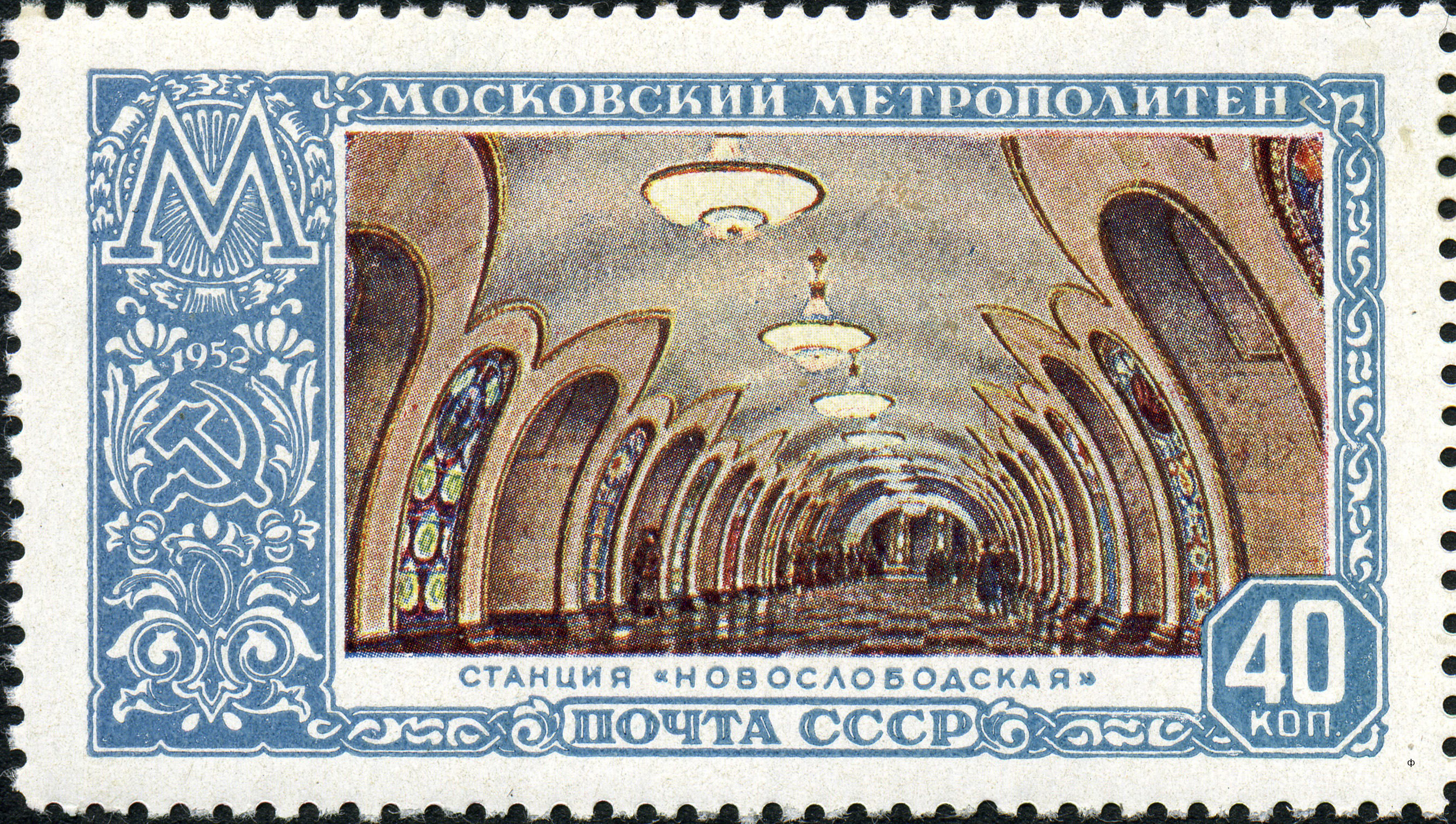
Postzegel uitgegeven ter gelegenheid van de opening
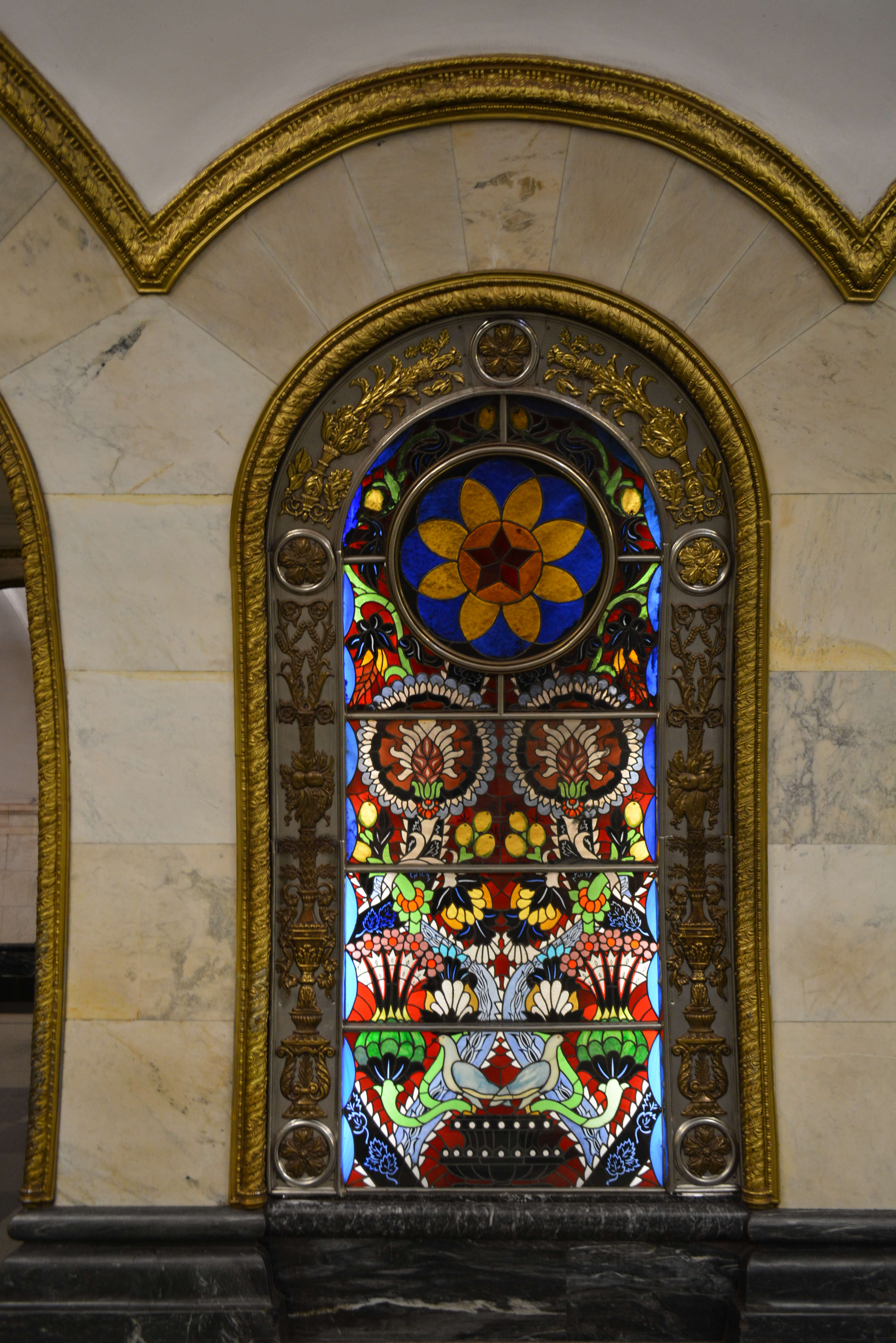
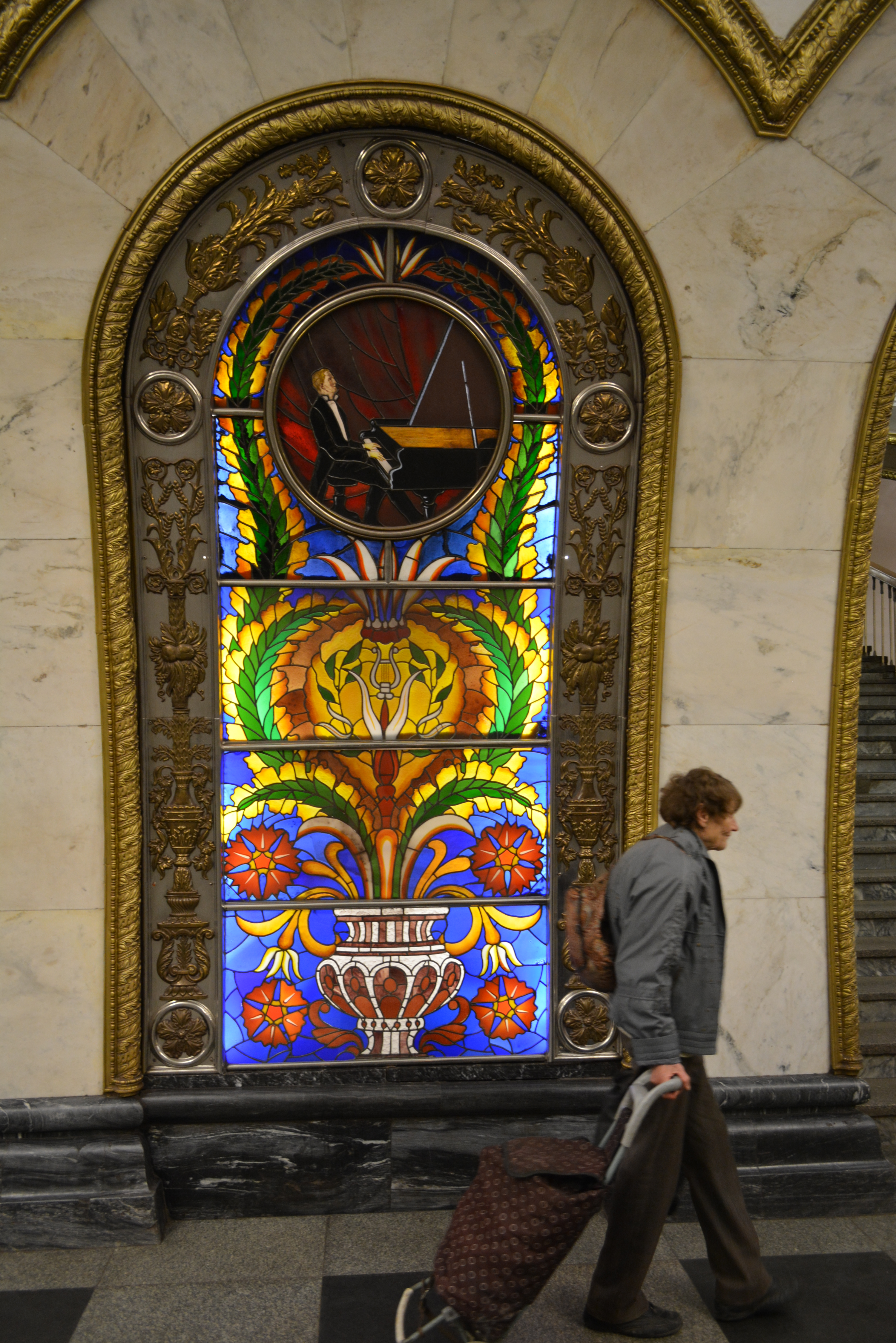
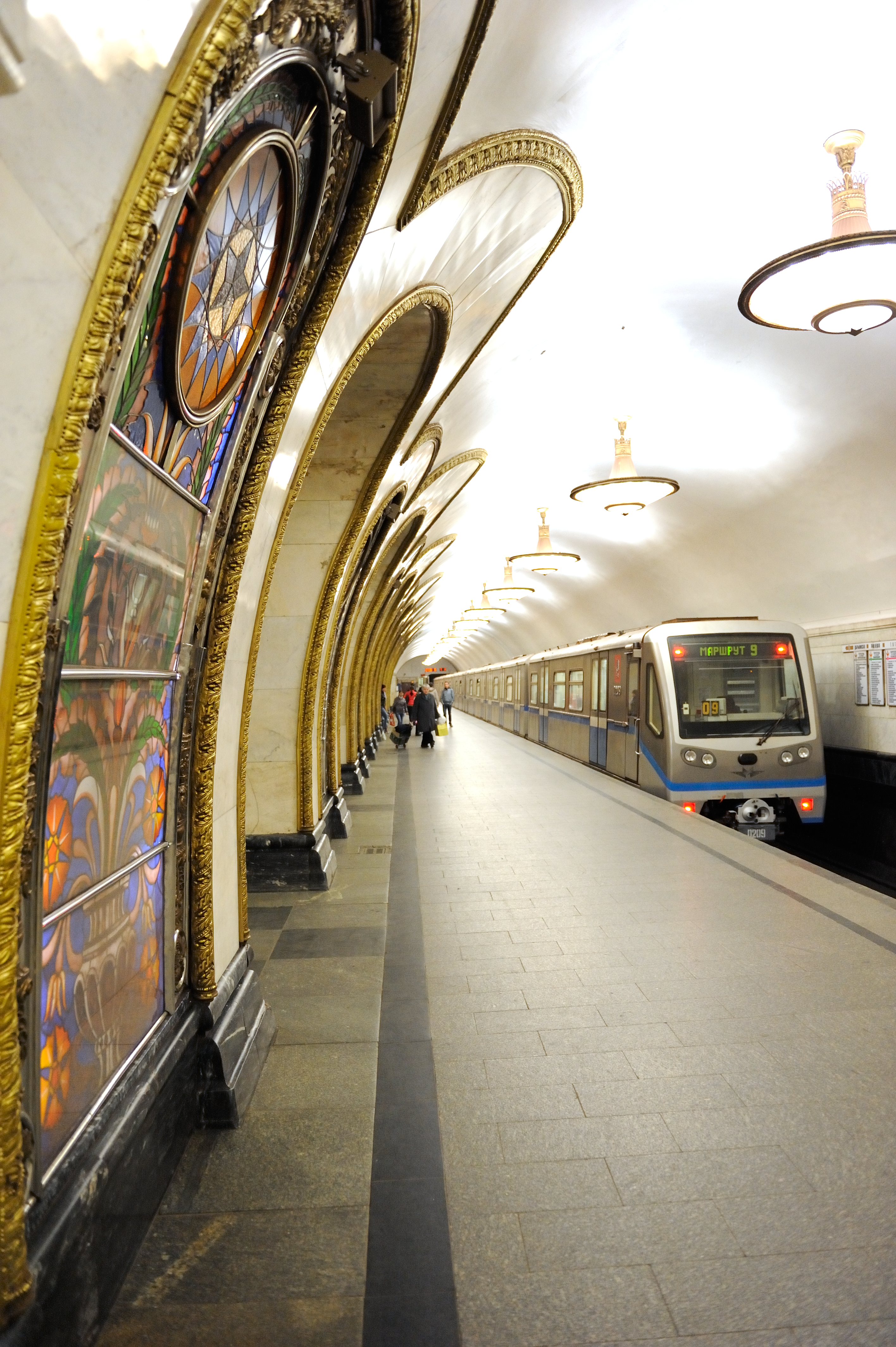